# Giao hưởng số 1 (Tchaikovsky)
Giao hưởng số 1, cung Sol thứ , Op. 13 là bản giao hưởng đầu tiên của nhà soạn nhạc người Nga Pyotr Ilyich Tchaikovsky. Ông viết bản giao hưởng đầu tay vào năm 1866. Tác phẩm được viết khi ông là giáo sư bộ môn hòa thanh tại nhạc viện mới được thành lập tại Moskva theo lời mời của Nikolay Rubinstein khi ấy đang làm hiệu trưởng.